# Corel Paint Shop Pro
Paint Shop Pro (noto anche con la sigla PSP) è un software di grafica vettoriale e fotoritocco per sistemi Microsoft Windows originariamente prodotto dalla Jasc Software. Nel 2004 la Corel Corporation ha acquistato la società e con essa il software.
Il nome originario era Paint Shop, la cui versione 1.0 venne distribuita nel 1992 come shareware.

## Storia
La Jasc software, il cui acronimo sta per jet and software company, fu fondata nel 1991 da un pilota di linee aeree, Robert Voit.
- 1990 - Versione beta
- 1992 - 1.00
  - 1992 - 1.02a
- 13 agosto 1993 - 2.00
- 14 agosto 1995 - 3.11
  - 2 gennaio 1996 - 3.12
- 1º luglio 1996 - 4.00 (disponibile per Windows 95 e Windows NT 4.0)
  - 3 settembre 1996 - 4.10
  - 10 gennaio 1997 - 4.12
  - 13 ottobre 1997 - 4.14
  - 28 aprile 1998 - 4.15
- 6 aprile 1998 - 5.00
  - 15 giugno 1998 - 5.01
  - 10 maggio 1999 - 5.03
- 13 settembre 1999 - 6.00 (con supporto per la grafica vettoriale)
  - 15 dicembre 1999 - 6.01
  - 7 febbraio 2000 - 6.02
- 21 settembre 2000 - 7.00
  - 11 febbraio 2001 - 7.01
  - 5 marzo 2001 - 7.02
  - 22 agosto 2001 - 7.04
  - 2 gennaio 2002 - 7.05
- 28 aprile 2003 - 8.00
  - 17 giugno 2003 - 8.01
  - 7 ottobre 2003 - 8.10
- 2004 18 agosto 2004 - 9.00
  - 21 settembre 2004 - 9.01
- 8 settembre 2005 - 10.00 (venduta con il nome di Corel Paint Shop Pro X)
- 12 settembre 2006 - 11.00 (venduta con il nome di Corel Paint Shop Pro Photo XI)
  - 18 dicembre 2006 - 11.11
  - 16 febbraio 2007- 11.20
- 5 settembre 2007 - 12.00 (venduta con il nome di Corel Paint Shop Pro Photo X2)
  - 31 ottobre 2007 - 12.01
  - 9 settembre 2008 - 12.5
- 25 gennaio 2010 - 13.00 (venduta con il nome di Corel PaintShop Photo Pro X3)
- 9 settembre 2011 - 14.00 (venduta con il nome di Corel PaintShop Pro X4)[1]
- 5 settembre 2012 - 15.00 (venduta con il nome di Corel PaintShop Pro X5)[2]
- 4 settembre 2013 - 16.00 (venduta con il nome di Corel PaintShop Pro X6)[3]
- 27 agosto 2014 - 17.00 (venduta con il nome di Corel PaintShop Pro X7)
- 19 agosto 2015 - 18.00 (venduta con il nome di Corel PaintShop Pro X8)
- 16 agosto 2016 - 19.00 (venduta con il nome di Corel PaintShop Pro X9)[4]